# Zeke Nnaji
Ezekiel Tobechukwu "Zeke" Nnaji (Mineápolis, 9 de janeiro de 2001) é um jogador norte-americano de basquete profissional que atualmente joga no Denver Nuggets da National Basketball Association (NBA).
Ele jogou basquete universitário pela Universidade do Arizona e foi selecionado pelos Nuggets como a 22º escolha geral no draft da NBA de 2020.

## Início da vida
Filho de pais nigerianos, Nnaji nasceu em Minneapolis. Ele jogou beisebol e futebol antes de começar o basquete devido à sua altura. 
Ele toca piano desde a primeira série. Nnaji compõe sua própria música.

## Carreira no ensino médio
Nnaji começou a jogar basquete no ensino médio pela Lakeville North High School em Lakeville, Minnesota, antes de se transferir para a Hopkins High School em Minnetonka, Minnesota. 
Em seu último ano, ele teve médias de 24,1 pontos e 9,4 rebotes e levou Hopkins a um título estadual do Minnesota 4A.
Nnaji foi classificado como o 22º melhor jogador em sua classe e um recruta de cinco estrelas pela Rivals, mas foi considerado um recruta de quatro estrelas pela maioria dos outros serviços de recrutamento. Ele se comprometeu a jogar basquete universitário pela Universidade do Arizona.

## Carreira universitária
Em 6 de novembro de 2019, Nnaji fez sua estreia na Universidade do Arizona marcando 20 pontos em 21 minutos na vitória por 91-52 sobre Northern Arizona. Cinco dias depois, ele foi nomeado o Calouro da Semana da Conferência Pac-12. Nnaji ganhou o mesmo prêmio na semana seguinte, mais notavelmente marcando 26 pontos e 11 rebotes na vitória por 87-39 sobre San Jose State. Ele se tornou o primeiro jogador de Arizona a registrar 20 pontos e 10 rebotes em seus três primeiros jogos desde Brandon Ashley na temporada de 2012-13.
Ao final da temporada regular, Nnaji foi nomeado para a Primeiro-Equipe da Pac-12 e como o Calouro do Ano da Pac-12. Ele teve médias de 16,1 pontos e 8,6 rebotes. Após a temporada, ele se declarou para o draft da NBA de 2020.

## Carreira profissional

### Denver Nuggets (2020–Presente)
Nnaji foi selecionado pelo Denver Nuggets como a 22ª escolha no draft da NBA de 2020. Em 1º de dezembro de 2020, os Nuggets anunciaram que tinham assinado um contrato de 4 anos e US$11.8 milhões com Nnaji.
Nnaji se tornou campeão da NBA quando os Nuggets derrotaram o Miami Heat em cinco jogos nas Finais da NBA de 2023.

## Estatísticas

### NBA

#### Temporada regular
| Ano      | Equipe   | PJ  | PT | MPJ  | AP   | 3P   | LL   | RT  | AS | BR | TO | PPJ |
| -------- | -------- | --- | -- | ---- | ---- | ---- | ---- | --- | -- | -- | -- | --- |
| 2020–21  | Denver   | 42  | 1  | 9.5  | .481 | .407 | .800 | 1.5 | .2 | .2 | .1 | 3.2 |
| 2021–22  | Denver   | 41  | 1  | 17.0 | .516 | .463 | .631 | 3.6 | .4 | .4 | .3 | 6.6 |
| 2022–23† | Denver   | 53  | 5  | 13.7 | .561 | .262 | .645 | 2.6 | .3 | .3 | .4 | 5.2 |
| 2023–24  | Denver   | 58  | 0  | 9.9  | .463 | .261 | .677 | 2.2 | .6 | .3 | .7 | 3.2 |
| Carreira | Carreira | 194 | 7  | 12.5 | .505 | .348 | .688 | 2.4 | .3 | .3 | .3 | 4.5 |

#### Playoffs
| Ano      | Equipe   | PJ | PT | MPJ | AP    | 3P    | LL   | RT | AS | BR | TO | PPJ |
| -------- | -------- | -- | -- | --- | ----- | ----- | ---- | -- | -- | -- | -- | --- |
| 2021     | Denver   | 5  | 0  | 3.6 | .500  | .429  | .500 | .4 | .4 | .2 | .0 | 2.4 |
| 2022     | Denver   | 2  | 0  | 4.5 | 1.000 | 1.000 | —    | .0 | .0 | .0 | .0 | 1.5 |
| 2023     | Denver   | 5  | 0  | 2.4 | .500  | .333  | —    | .4 | .0 | .2 | .0 | 1.0 |
| 2024     | Denver   | 3  | 0  | 4.7 | .667  | —     | .500 | .7 | .0 | .0 | .3 | 1.7 |
| Carreira | Carreira | 15 | 0  | 3.8 | .666  | .587  | .500 | .3 | .1 | .1 | .0 | 1.6 |

### Universitário
| Ano     | Equipe  | PJ | PT | MPJ  | AP   | 3P   | LL   | RT  | AS | BR | TO | PPJ  |
| ------- | ------- | -- | -- | ---- | ---- | ---- | ---- | --- | -- | -- | -- | ---- |
| 2019–20 | Arizona | 32 | 32 | 30.7 | .570 | .294 | .760 | 8.6 | .8 | .7 | .9 | 16.1 |

Fonte:

## Prêmios e Homenagens
NBA
- Campeão da NBA: 2023

## Vida pessoal
O pai de Nnaji, Alphan, é da Nigéria, enquanto sua mãe, Janel, é de Minnesota. Sua irmã mais nova, Maya, é uma altamente conceituada recruta de basquete da Hopkins High School. Seu tio, Obiora Nnaji, jogou na Universidade da Flórida de 1997 a 1999.